# Koe no katachi
Koe no katachi (japanska: /聲の形/; 'formen av en röst') (även känd via den engelska titeln A Silent Voice; 'en tyst röst'), är en shōnen-mangaserie tecknad och skriven av Yoshitoki Ōima. Den gavs ut först av Kōdansha som en engångspublikation i Bessatsu Shōnen Magazine år 2011. Sedan blev den till en hel serie som publicerades i följetongsformat i magasinet Shūkan Shōnen Magazine från augusti 2013 till november 2014.
En animerad film baserad på serien hade biopremiär i september 2016. Filmen, som är producerad på Kyoto Animation och i regi av Naoko Yamada, blev en stor framgång med nästan två miljoner biobesök.

## Handling
Serien handlar om Shōko Nishimiya (西宮 硝子 Nishimiya Shōko?), en flicka som är döv, och som har flyttat till en ny skola. Hon blir mobbad av sina klasskamrater på grund av sin dövhet, och en av dem, Shōya Ishida (石田 将也 Ishida Shōya?), går så långt att hon åter igen måste byta skola. Shōya anses ha gått för långt; han blir nu istället mobbad själv, och har inte längre några vänner. Flera år senare söker han upp Shōko igen i hopp om att kunna få förlåtelse.

## Utgivning
Koe no katachi gavs ut av Kōdansha. Först som engångspublikation och därefter som hel serie i Shūkan Shōnen Magazine från den 6 augusti 2013 till den 19 november 2014. De publicerade även den i sju tankōbon-volymer:
| Lista över tankōbon-volymer | Lista över tankōbon-volymer | Lista över tankōbon-volymer |
| Nr                          | Utgivningsdatum             | ISBN                        |
| --------------------------- | --------------------------- | --------------------------- |
| 1                           | 15 november 2013            | ISBN 978-4-06-394973-5      |
| 2                           | 17 januari 2014             | ISBN 978-4-06-395004-5      |
| 3                           | 17 mars 2014                | ISBN 978-4-06-395036-6      |
| 4                           | 17 juni 2014                | ISBN 978-4-06-395111-0      |
| 5                           | 16 augusti 2014             | ISBN 978-4-06-395165-3      |
| 6                           | 17 oktober 2014             | ISBN 978-4-06-395221-6      |
| 7                           | 17 december 2014            | ISBN 978-4-06-395268-1      |

## Mottagande

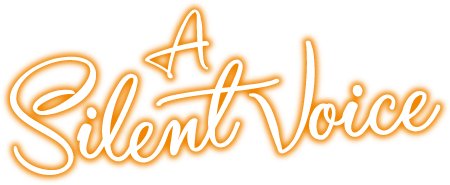
Mangan har även översatts till bland annat engelska, franska och italienska, i flera fall presenterad via den engelska titeln A Silent Voice.

På grund av mangans ämne granskas och stöds den av Japanese Federation of the Deaf. Den vann ett pris för "bästa debutantmanga" år 2008.

### Försäljning
Den första volymen såldes i 31 714 exemplar under sin premiärvecka, och kom på 19:e plats på Oricons lista över bästsäljande manga. Den andra volymen kom på 12:e plats och såldes i 60 975 exemplar under motsvarande tidsperiod. I mars 2014 hade 700 000 exemplar av mangan hade sålts totalt.

## Film
En animerad långfilm efter mangan hade premiär den 17 september 2016, med Naoko Yamada som regissör. Filmen är producerad av Kyoto Animation medan Shochiku står för distributionen.
Filmen blev en oväntat stor framgång i Japan, med nästan två miljoner biobesökare under dess visningstid på bio hösten 2016. Den hade premiär på sensommaren, några veckor efter Makoto Shinkais storfilm Your Name. Yamadas film, som öppnade på andra plats på den japanska biotoppen, endast efter just Your Name, beskrevs av Shinkai som "ett fantastiskt verk" och "en välpolerad och storslagen produktion" som överträffade det han själv försökt sig på. Koe no katachi vann senare priset som Årets bästa animerade film vid Japans filmkritikers 26:e årliga prisceremoni, och regissören Yamada fick motta särskilt beröm för sin insats.